# Montagnac (Gard)
Pour les articles homonymes, voir Montagnac.
Montagnac est une commune française située dans le centre du département du Gard en région Occitanie. Cet ancien hameau de Moulézan est devenu commune en 1947.
Exposée à un climat méditerranéen, elle est drainée par la Courme, l'Esquielle, le ruisseau de Teulon, le Rouvégade et par deux autres cours d'eau. La commune possède un patrimoine naturel remarquable composé de deux zones naturelles d'intérêt écologique, faunistique et floristique.
Montagnac est une commune rurale qui compte 233 habitants en 2022, après avoir connu une forte hausse de la population depuis 1968. Elle fait partie de l'aire d'attraction de Nîmes. Ses habitants sont appelés les Montagnacais ou  Montagnacaises.
Le patrimoine architectural de la commune comprend un immeuble protégé au titre des monuments historiques : la carrière romaine de Mathieu, inscrite en 1987.

## Géographie
Sur le territoire communal se situe le point culminant du massif calcaire du bois des Lens. À 288 mètres d'altitude, le sommet du puech Mounier est occupé par une tour de guet (utilisée lors de la période estivale) ainsi que par une grande antenne qui offre un panorama sur l'ensemble des Cévennes gardoises et lozériennes.

### Climat
Pour des articles plus généraux, voir Climat de l'Occitanie et Climat du Gard.
En 2010, le climat de la commune est de type climat méditerranéen franc, selon une étude s'appuyant sur une série de données couvrant la période 1971-2000. En 2020, Météo-France publie une typologie des climats de la France métropolitaine dans laquelle la commune est exposée à un climat méditerranéen et est dans la région climatique Provence, Languedoc-Roussillon, caractérisée par une pluviométrie faible en été, un très bon ensoleillement (2 600 h/an), un été chaud (21,5 °C), un air très sec en été, sec en toutes saisons, des vents forts (fréquence de 40 à 50 % de vents > 5 m/s) et peu de brouillards.
Pour la période 1971-2000, la température annuelle moyenne est de 13,7 °C, avec une amplitude thermique annuelle de 16,9 °C. Le cumul annuel moyen de précipitations est de 876 mm, avec 6,5 jours de précipitations en janvier et 3,1 jours en juillet. Pour la période 1991-2020, la température moyenne annuelle observée sur la station météorologique la plus proche, située sur la commune de La Rouvière à 7 km à vol d'oiseau, est de 14,5 °C et le cumul annuel moyen de précipitations est de 914,4 mm,. Pour l'avenir, les paramètres climatiques de la commune estimés pour 2050 selon différents scénarios d’émission de gaz à effet de serre sont consultables sur un site dédié publié par Météo-France en novembre 2022.

### Milieux naturels et biodiversité
L’inventaire des zones naturelles d'intérêt écologique, faunistique et floristique (ZNIEFF) a pour objectif de réaliser une couverture des zones les plus intéressantes sur le plan écologique, essentiellement dans la perspective d’améliorer la connaissance du patrimoine naturel national et de fournir aux différents décideurs un outil d’aide à la prise en compte de l’environnement dans l’aménagement du territoire.
Une ZNIEFF de type 1 est recensée sur la commune :
le « vallon du Rouvegade » (10 ha), couvrant 3 communes du département et une ZNIEFF de type 2, : 
le « bois de Lens » (8 318 ha), couvrant 19 communes du département.

Carte des ZNIEFF de type 1 et 2 à Montagnac.
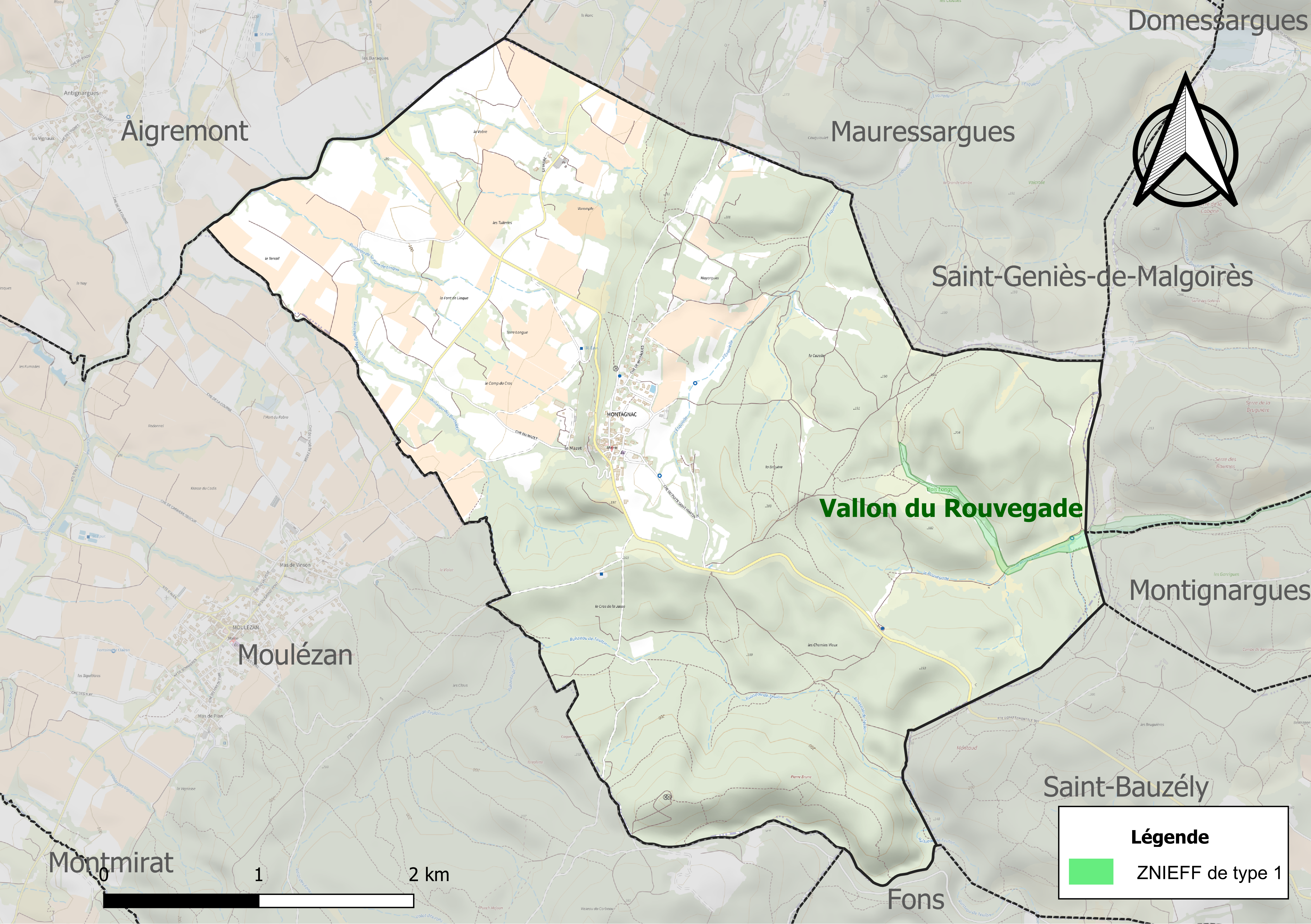
Carte de la ZNIEFF de type 1 sur la commune.
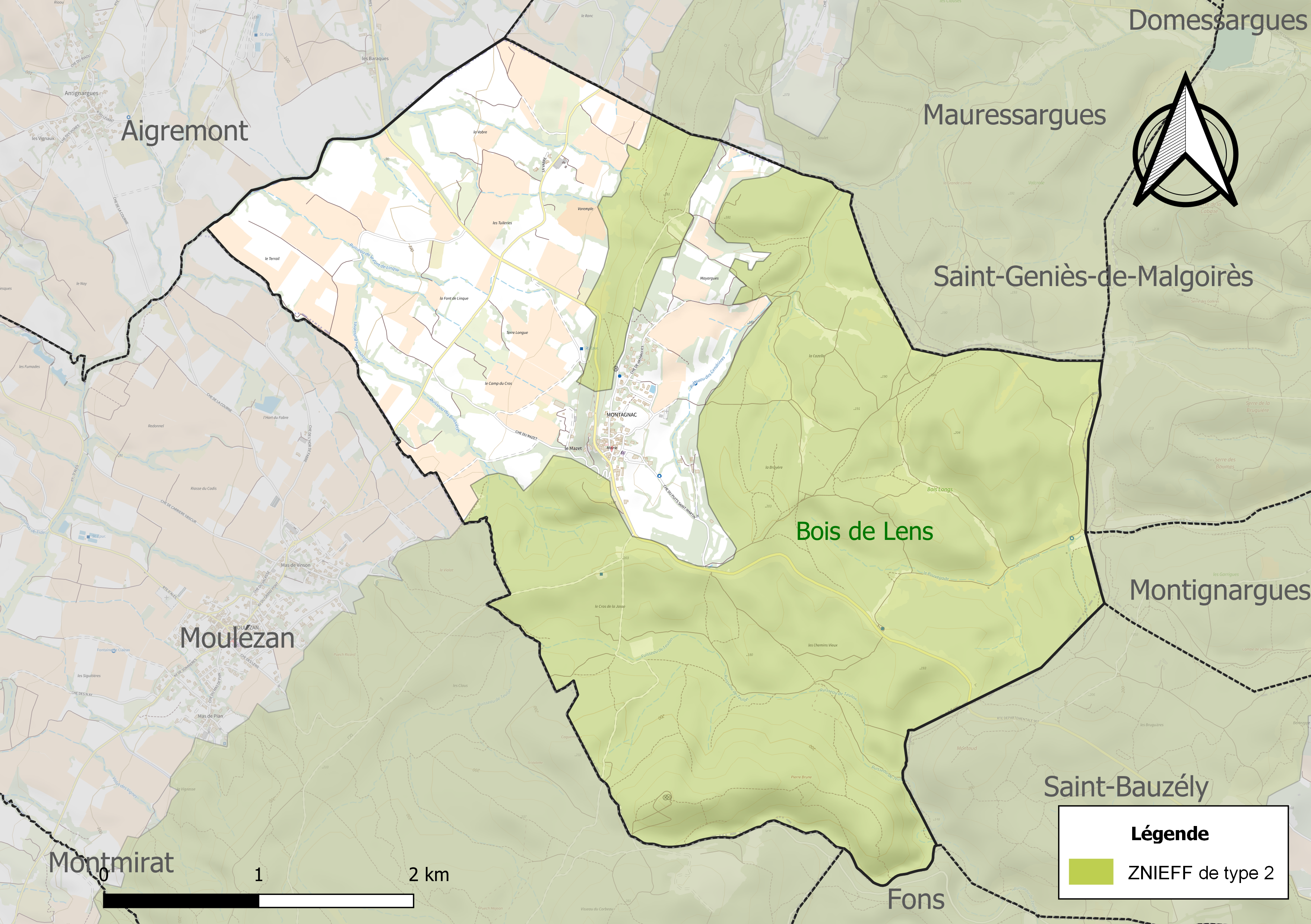
Carte de la ZNIEFF de type 2 sur la commune.

## Urbanisme

### Typologie
Au 1er janvier 2024, Montagnac est catégorisée commune rurale à habitat dispersé, selon la nouvelle grille communale de densité à sept niveaux définie par l'Insee en 2022.
Elle est située hors unité urbaine. Par ailleurs la commune fait partie de l'aire d'attraction de Nîmes, dont elle est une commune de la couronne,. Cette aire, qui regroupe 92 communes, est catégorisée dans les aires de 200 000 à moins de 700 000 habitants,.

### Occupation des sols
L'occupation des sols de la commune, telle qu'elle ressort de la base de données européenne d’occupation biophysique des sols Corine Land Cover (CLC), est marquée par l'importance des forêts et milieux semi-naturels (64 % en 2018), une proportion sensiblement équivalente à celle de 1990 (64,2 %). La répartition détaillée en 2018 est la suivante : 
forêts (36,6 %), cultures permanentes (31,5 %), milieux à végétation arbustive et/ou herbacée (27,4 %), zones agricoles hétérogènes (3,9 %), prairies (0,4 %), mines, décharges et chantiers (0,3 %). L'évolution de l’occupation des sols de la commune et de ses infrastructures peut être observée sur les différentes représentations cartographiques du territoire : la carte de Cassini (XVIIIe siècle), la carte d'état-major (1820-1866) et les cartes ou photos aériennes de l'IGN pour la période actuelle (1950 à aujourd'hui).

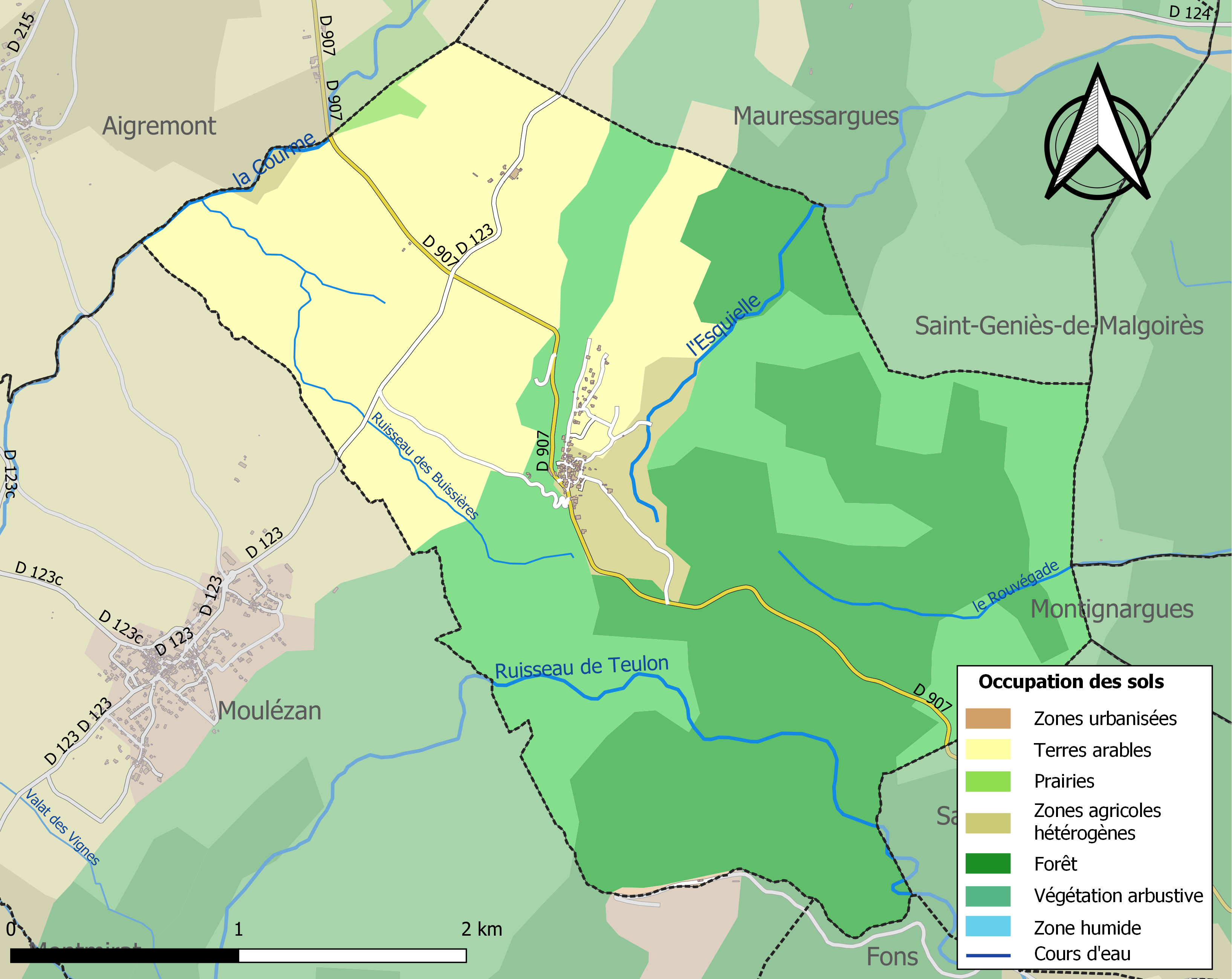
Carte des infrastructures et de l'occupation des sols de la commune en 2018 (CLC).

### Risques majeurs
Le territoire de la commune de Montagnac est vulnérable à différents aléas naturels : météorologiques (tempête, orage, neige, grand froid, canicule ou sécheresse), inondations, feux de forêts et séisme (sismicité faible). Un site publié par le BRGM permet d'évaluer simplement et rapidement les risques d'un bien localisé soit par son adresse soit par le numéro de sa parcelle.
Certaines parties du territoire communal sont susceptibles d’être affectées par le risque d’inondation par débordement de cours d'eau, notamment le ruisseau de Teulon, l'Esquielle et la Courme. La commune a été reconnue en état de catastrophe naturelle au titre des dommages causés par les inondations et coulées de boue survenues en 1982, 1993, 1994, 2001, 2002, 2005 et 2014,.

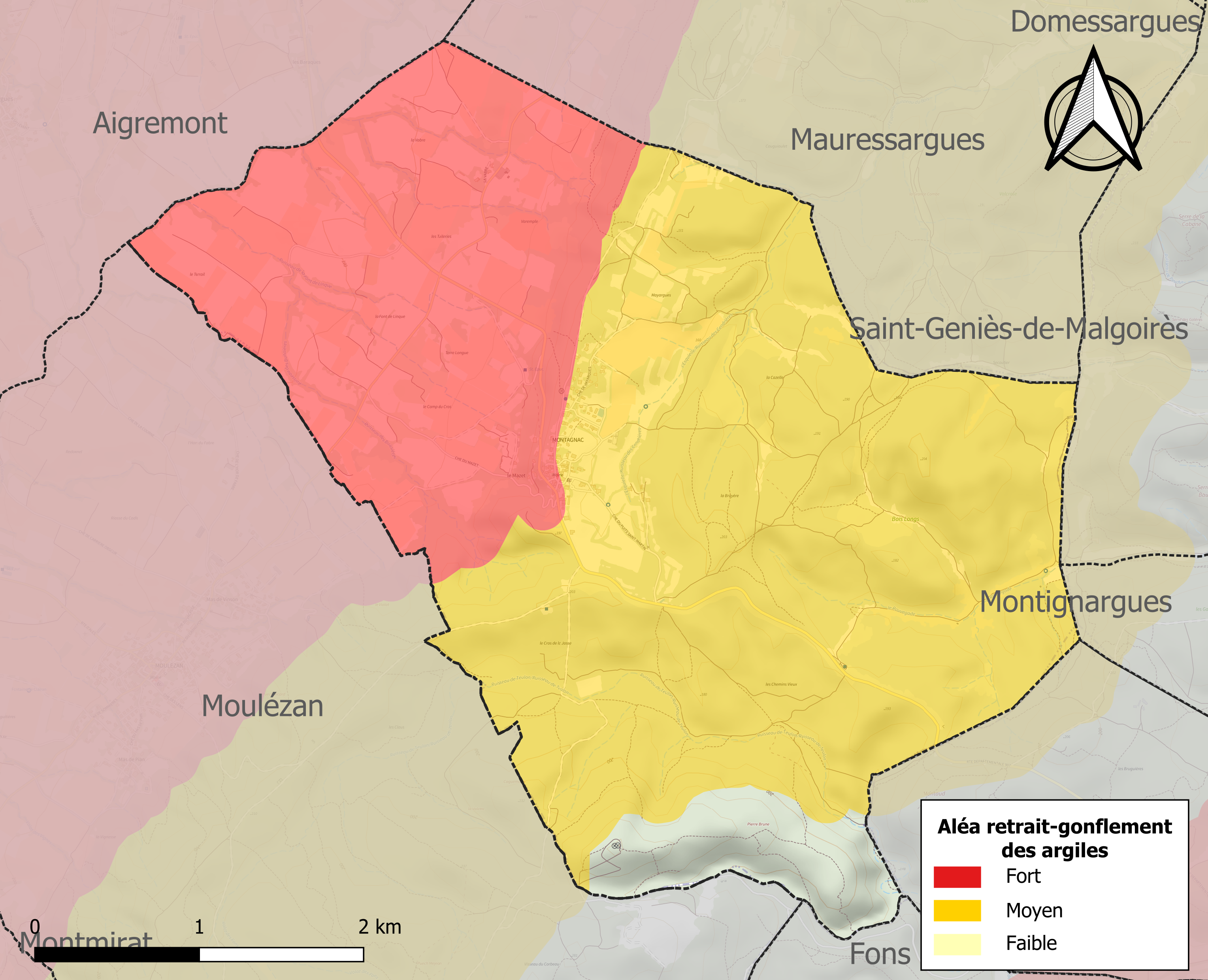
Carte des zones d'aléa retrait-gonflement des sols argileux de Montagnac.

Le retrait-gonflement des sols argileux est susceptible d'engendrer des dommages importants aux bâtiments en cas d’alternance de périodes de sécheresse et de pluie. 94,2 % de la superficie communale est en aléa moyen ou fort (67,5 % au niveau départemental et 48,5 % au niveau national). Sur les 101 bâtiments dénombrés sur la commune en 2019, 101 sont en aléa moyen ou fort, soit 100 %, à comparer aux 90 % au niveau départemental et 54 % au niveau national. Une cartographie de l'exposition du territoire national au retrait gonflement des sols argileux est disponible sur le site du BRGM,.
Par ailleurs, afin de mieux appréhender le risque d’affaissement de terrain, l'inventaire national des cavités souterraines permet de localiser celles situées sur la commune.

## Héraldique
| Blason de Montagnac | Blason  | D'azur à la fasce losangée d'argent et d'azur.   |
| Blason de Montagnac | Détails | Le statut officiel du blason reste à déterminer. |

## Politique et administration
| Période                                  | Période  | Identité       | Étiquette | Qualité              |
| ---------------------------------------- | -------- | -------------- | --------- | -------------------- |
| avant 1981                               | ?        | Emile Conte    | DVG       |                      |
| mars 2001                                | En cours | Daniel Marquet | SE`       | Agriculteur retraité |
| Les données manquantes sont à compléter. |          |                |           |                      |

## Démographie

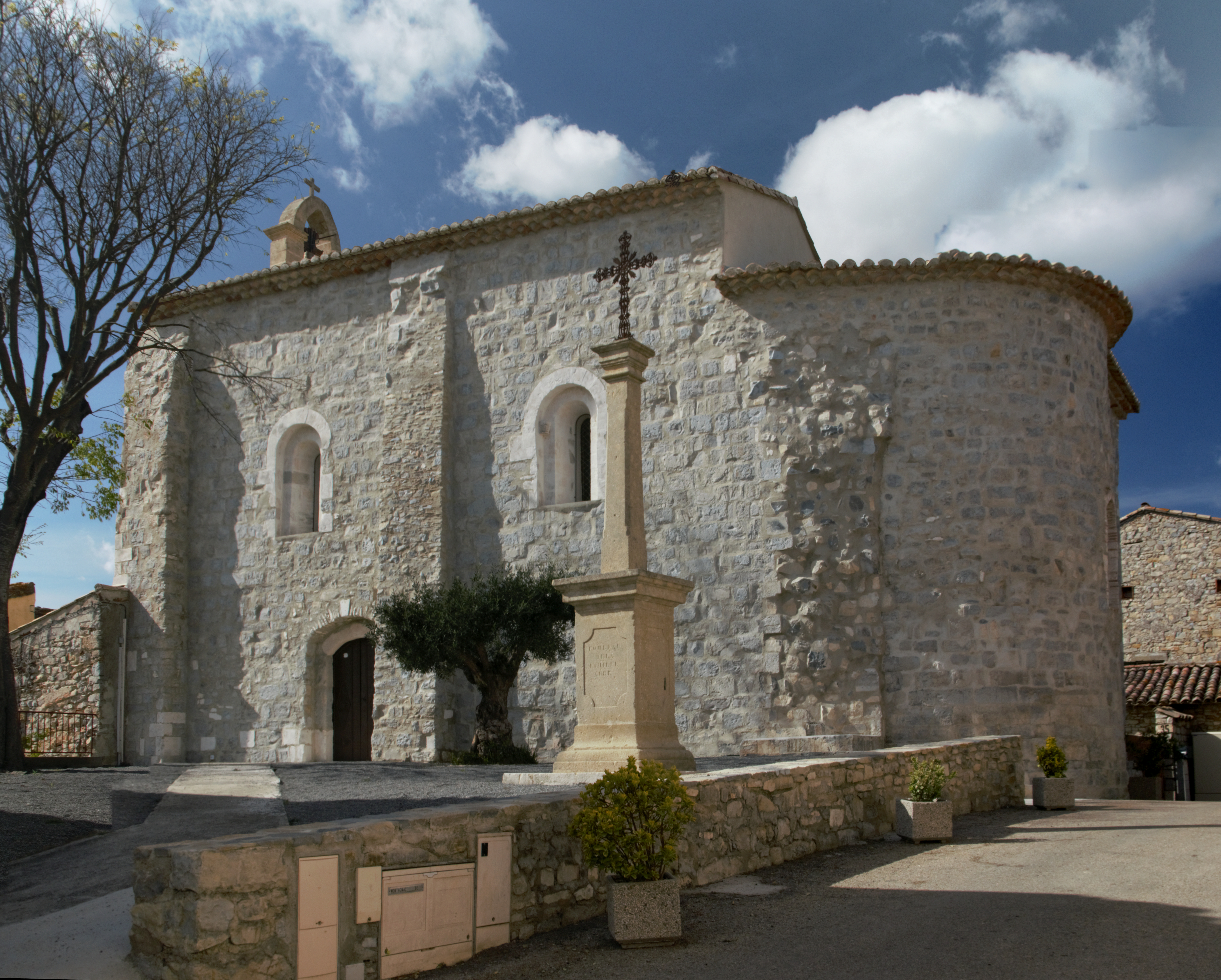
Église Saint-Martin

L'évolution du nombre d'habitants est connue à travers les recensements de la population effectués dans la commune depuis 1793. Pour les communes de moins de 10 000 habitants, une enquête de recensement portant sur toute la population est réalisée tous les cinq ans, les populations de référence des années intermédiaires étant quant à elles estimées par interpolation ou extrapolation. Pour la commune, le premier recensement exhaustif entrant dans le cadre du nouveau dispositif a été réalisé en 2007.

En 2022, la commune comptait 233 habitants, en évolution de +7,87 % par rapport à 2016 (Gard : +2,97 %, France hors Mayotte : +2,11 %).
| 1793 | 1800 | 1806 | 1946 | 1954 | 1962 | 1968 | 1975 | 1982 |
| ---- | ---- | ---- | ---- | ---- | ---- | ---- | ---- | ---- |
| 100  | 93   | 91   | 110  | 101  | 82   | 72   | 76   | 89   |

| 1990 | 1999 | 2006 | 2007 | 2012 | 2017 | 2022 | - | - |
| ---- | ---- | ---- | ---- | ---- | ---- | ---- | - | - |
| 99   | 136  | 146  | 148  | 222  | 208  | 233  | - | - |

## Économie

### Revenus
En 2018  (données Insee publiées en septembre 2021), la commune compte 82 ménages fiscaux, regroupant 205 personnes. La médiane du revenu disponible par unité de consommation est de 23 130 € (20 020 € dans le département).

### Emploi
|                | 2008   | 2013   | 2018 |
| -------------- | ------ | ------ | ---- |
| Commune        | 9,7 %  | 12,1 % | 8 %  |
| Département    | 10,6 % | 12 %   | 12 % |
| France entière | 8,3 %  | 10 %   | 10 % |

En 2018, la population âgée de 15 à 64 ans s'élève à 134 personnes, parmi lesquelles on compte 83,9 % d'actifs (75,9 % ayant un emploi et 8 % de chômeurs) et 16,1 % d'inactifs,. En  2018, le taux de chômage communal (au sens du recensement) des 15-64 ans est inférieur à celui de la France et du département, alors qu'en 2008 il était supérieur à celui de la France.
La commune fait partie de la couronne de l'aire d'attraction de Nîmes, du fait qu'au moins 15 % des actifs travaillent dans le pôle,. Elle compte 27 emplois en 2018, contre 18 en 2013 et 21 en 2008. Le nombre d'actifs ayant un emploi résidant dans la commune est de 107, soit un indicateur de concentration d'emploi de 24,9 % et un taux d'activité parmi les 15 ans ou plus de 70,3 %.
Sur ces 107 actifs de 15 ans ou plus ayant un emploi, 20 travaillent dans la commune, soit 18 % des habitants. Pour se rendre au travail, 89 % des habitants utilisent un véhicule personnel ou de fonction à quatre roues, 2,8 % les transports en commun, 0,9 % s'y rendent en deux-roues, à vélo ou à pied et 7,3 % n'ont pas besoin de transport (travail au domicile).

### Activités hors agriculture
20 établissements sont implantés  à Montagnac au 31 décembre 2019.
Le secteur de l'administration publique, l'enseignement, la santé humaine et l'action sociale est prépondérant sur la commune puisqu'il représente 25 % du nombre total d'établissements de la commune (5 sur les 20 entreprises implantées  à Montagnac), contre 13,5 % au niveau départemental.

### Agriculture
|               | 1988 | 2000 | 2010 | 2020 |
| ------------- | ---- | ---- | ---- | ---- |
| Exploitations | 9    | 7    | 8    | 6    |
| SAU (ha)      | 204  | 184  | 162  | 154  |

La commune est dans les Garrigues, une petite région agricole occupant le centre du département du Gard. En 2020, l'orientation technico-économique de l'agriculture  sur la commune est la viticulture. Six exploitations agricoles ayant leur siège dans la commune sont dénombrées lors du recensement agricole de 2020 (neuf en 1988). La superficie agricole utilisée est de 154 ha,,.

## Culture locale et patrimoine

### Lieux et monuments
Le village, situé sur promontoire à près de 200 mètres d'altitude, domine la vallée de la Courme et, au loin, le bassin alésien. Belle vue sur les Cévennes notamment.
- Église Saint-Martin de Montagnac[23].

## Transports en commun
La commune est desservie principalement par la ligne A112 des transports régionaux Lio.
Cette ligne permet de gagner Nîmes, d'un côté et Saint-Jean-du-Gard de l'autre.
L'arrêt, situé sur la D907, porte le nom "Montagnac, La Vabre".
Quelques lignes très locales adaptées aux scolaires uniquement desservent aussi cet arrêt en début et fin de journée.